# Таватуйський Дитдом
Тавату́йський Дитдо́м (рос. Таватуйский Детдом) — селище у складі Нев'янського міського округу Свердловської області.
Населення — 62 особи (2010, 61 у 2002).
Національний склад станом на 2002 рік: росіяни — 85 %.